# Volume mort
Cet article court présente un sujet plus développé dans : Chromatographie et Ventilation pulmonaire.
Le volume mort est, dans un système, le volume de fluide (liquide ou gaz) qui occupe un espace du système inaccessible pour des fonctions utiles (analyse, échanges, réactions, etc.).

## En chimie analytique
En chromatographie, le volume mort est celui entre le lieu d'injection de l'analyte et le détecteur (voir Chromatographie#Grandeurs caractéristiques en analyse chromatographique sur colonne). Il est associé au temps mort (temps entre l'injection et le passage devant le détecteur des espèces non retenues par la colonne de chromatographie), qui correspond au temps nécessaire à la circulation du fluide dans le volume mort dans les conditions expérimentales choisies.

## En anatomie
En physiologie, on utilise les termes volume mort ou espace mort respiratoire pour désigner le volume autre qu'alvéolaire (c'est-à-dire bouche, trachée, bronches), qui donc ne permet pas les échanges gazeux entre l'air et le sang (voir aussi ventilation pulmonaire ou spirométrie).

## En mécanique
Le volume mort d'un moteur est le volume au-dessus du piston quand il est au point mort haut.